# 恵比寿島
恵比寿島（えびすじま）は、松島湾内の双願山沖、宮城県宮城郡松島町にある島。
標高およそ6m、周囲100m余りの砂岩で形成された小島で、無人島となっている。
付近にある大黒島（だいこくじま）、毘沙門島（びしゃもんじま）、雁金島（かりがねじま）、布袋島（ほていじま）と共に五福島（ごふくじま）とも呼ばれており、本土の双願山からのこれらの島の眺望は、松島の代表的な風景のひとつとして知られている。
また乱獲でこの地方から一旦姿を消した蘭の一種であるセッコクを1999年から地元の人々の手で島に移植し、復活させる取り組みも行われている。